# Bức ảnh định mệnh
Bức ảnh định mệnh (tựa gốc: The Lucky One) là một bộ phim chính kịch lãng mạn của Mỹ năm 2012 do Scott Hicks đạo diễn và công chiếu vào tháng 4 năm 2012. Đây là bản chuyển thể điện ảnh từ tiểu thuyết The Lucky One (2008) của Nicholas Sparks. Phim có sự tham gia của Zac Efron trong vai Logan Thibault, một lính thủy Mỹ tìm thấy một bức ảnh một người phụ nữ trẻ khi đang phục vụ Iraq, mang nó để lấy may và tìm ra nơi cô gái đang sống và bắt đầu quan hệ tình cảm với cô.